# María Cordero Hardy
María Cordero de Hardy, M.D., a.k.a. Mary Hardy (12 de junio de 1932) es una científica, fisióloga, y profesora puertorriqueña, cuya investigación sobre la vitamina E ayudó a otros científicos a entender cómo las vitaminas afectan el cuerpo humano.

## Biografía
Cordero Hardy (nombre de soltera: María Cordero) es originaria y creció en San Juan, Puerto Rico. Allí recibió su educación primaria en un internado. Como hija única, fue criada por su madre después de que sus padres se divorciaron. En 1947, a la edad de 15 años, se trasladó a Nebraska con su madre y su padrastro. Allí aprendió a hablar inglés. Después de su graduación de la escuela media, fue aceptada y estudió en la Universidad de Fordham.

## Estudios sobre la vitamina "E"
Cordero Hardy obtuvo en Fordham, su doctorado en fisiología. Con su investigación en la vitamina E, ayudó a otros científicos a entender cómo las vitaminas afectan el cuerpo humano. Según sus conclusiones, la vitamina E es un antioxidante muy eficaz en el tratamiento de la hepatitis B crónica, como se indica en New Medicine: Complete Family Health Guide. Y esa vitamina, también ha mostrado capacidad de proteger al hígado del daño que puede ocurrir en personas con hepatitis C.
Fue directora de proyecto del Programa que estudió el efecto de suplementos de antioxidantes vitamínicos C, E, y la coenzima Q10 para la prevención y el tratamiento de la enfermedad cardiovascular. Los resultados de esos grupos, se publicarían los títulos: Evidence Reports/Technology Assessments (Informes de las pruebas de Evaluación de Tecnología) Nº. 83. También informó de un estudio que reveló que Vitex puede afectar los niveles de hormonas que influyen en el ciclo menstrual, y en la reducción de los síntomas del síndrome premenstrual (acrónimo PMS). Fue directora asociada en el Centro de Nutrición Humana, del Centro de Investigación Botánica, UCLA (2004)
María fue nombrada directora médica del Grupo Médico Cedars-Sinai de Medicina Integrativa, en Los Ángeles.

## Últimos años
María conoció a Anthony Hardy, con quien finalmente se casó, durante unas vacaciones en Inglaterra. En la actualidad enseña tecnología médica en la Universidad Estatal de Luisiana. En su libro Scientist from Puerto Rico, Maria Cordero Hardy (American Women in Science Biography), la autora Mary Ellen Verheyden-Hilliard afirmó que Cordero Hardy tuvo que aprender un nuevo idioma, y debió superar las bajas expectativas, de los que no creían en su género y lugar de origen, que limitarían su futuro.